# Brondongrejo
Brondongrejo is een bestuurslaag in het regentschap Purworejo van de provincie Midden-Java, Indonesië. Brondongrejo telt 494 inwoners (volkstelling 2010).